# Jean-Luc Bécart
Jean-Luc Bécart, né le 23 août 1947, est un homme politique français, membre du Parti communiste français (PCF)[Quand ?].

## Biographie
Né à Saint-Venant le 23 août 1947, Jean-Luc Bécart adhère au PCF en 1970.
Appelé à travailler avec les parlementaires communistes du Pas-de-Calais, il s'installe à Auchel en 1976, ville dont il devient Maire en 1977.
À l'origine de la création du canton d'Auchel en 1985, il en devient le premier conseiller général jusque 2001.
Il devient sénateur le 3 octobre 1984, en remplacement de Raymond Dumont, démissionnaire. Il est réélu en septembre 1992, en remportant le siège de la liste qu'il conduit, soutenue par le PCF.
Dès la fin des années 1970, il engage un important programme de rénovation urbaine de la commune d'Auchel, qui aboutira à la création du nouveau quartier du centre-ville, l'implantation de la caserne de gendarmerie, de nombreux lotissements. La destruction d'une partie des cités minières sous son mandat a permis l'extension de la Cité scolaire Lavoisier, la création d'une salle culturelle (l'Odéon) et de sport (Salle Beaugrand). 
Sous son mandat de Maire, de nombreux emplois sont créés. Président du syndicat d'aménagement des zones industrielles de la région d'Auchel-Lillers (SAZIRAL), il facilite l'implantation de nouvelles activités économiques permettant une reconversion partielle des anciens emplois tournés essentiellement vers les mines de charbon. Les activités commerciales se développent également avec deux cellules de proximité : l'une dans le nouveau centre-ville, la seconde à proximité du quartier du Mont-de-Lozinghem, le long de la nouvelle route départementale permettant de relier l'A 26 à Auchel, traversant la ville jusque Calonne-Ricouart.
Sur le plan professionnel, il se déclare conseiller technique sur la page qui lui est consacrée au Sénat (infra)
Son immunité parlementaire est levée le 24 décembre 1994 à cause de son implication dans une affaire de corruption et détournement de fonds publics au début des années 1990. Il est condamné par la Cour d'appel de Douai à trente mois de prison dont quatre mois ferme et cinq ans d’inéligibilité. L'arrêt de la Cour d'Appel est cassé et Jean-Luc Bécart est partiellement blanchi des accusations à son encontre.

## Détail des fonctions et des mandats
Mandats locaux
- Maire d'Auchel (1977-1995)
- Conseiller général du Pas-de-Calais (canton d'Auchel ) (1985-2001)
- Conseiller régional (1979-1992)
- Président du District de la région d'Auchel (1977 à 1985)
- Président du syndicat intercommunal d'aménagement des zones industrielles de la région d'Auchel-Lillers (1977 à 1995)

Mandat parlementaire
- 3 octobre 1984 - 30 septembre 2001 : Sénateur du Pas-de-Calais